# Polorejnok kalifornský
Polorejnok kalifornský (Squatina californica) je paryba z čeledi polorejnokovití.

## Popis
Polorejnok kalifornský má zploštělé tělo, podobně jako rejnoci. Samec obvykle dorůstá do délky 75–80 cm, samice je 90–100 cm dlouhá, ale může dorůst délky až 152 cm a vážit až 27 kg.[zdroj⁠?!] Přední okraje širokých prsních ploutví jsou volné. Obě hřbetní ploutve jsou až na zadní části těla vedle ocasu, řitní ploutev nemá. Dolní lalok ocasní ploutve je lépe vyvinutý než horní. Oči a pomocný dýchací otvor, tzv. spirakula, jsou na horní části hlavy. Polrejnok kalifornský je zbarven je béžově s tmavými skvrnami, což mu pomáhá k maskování na dně. V případě ohrožení, například při uchopení za ocas, se brání ostrými zuby s širokými základy a může způsobit bolestivé zranění.

## Výskyt
Polorejnok kalifornský se vyskytuje ve východní části Tichého oceánu od jihovýchodního pobřeží Aljašky až po Kalifornský záliv a od Kostariky po jižní Chile. V oblasti jižní Aljašky žije menší populace polorejnoků než v kalifornských vodách. Polorejnok se často stěhuje do nových oblastí. Obvykle je samotářský, ale na jednom místě může žít i více polorejnoků. Na rozdíl od mnoha druhů žraloků, tento žralok dává přednost větším hloubkám, až do 205 metrů. Například u pobřeží Kalifornie byl pozorován v hloubce 200 metrů a v Kalifornském zálivu v hloubce 185 metrů.

## Chování
Polorejnok kalifornský se živí rybami, korýši a měkkýši. Ve dne číhá na kořist zahrabaný v písku na dně, vidět je jen hlava. Po ulovení kořisti se opět zahrabe a čeká na další. V noci hledá potravu aktivně. Sám je potenciální kořistí pro větší žraloky, např. žraloka bílého.
Páření začíná přibližně na začátku léta. Polorejnok kalifornský je vejcoživorodý, březost trvá 10 měsíců. V těle matky není vyvinuta placenta a zárodek čerpá živiny pouze ze svého žloutkového vaku, který má připevněný k tělu. Samec dospívá ve věku 8 let a samice ve 13 letech. Dožívá se až 35 let.